# Alfons Friderichs
Alfons Friderichs (* 25. Dezember 1938 in Klotten; † 15. April 2021) war ein deutscher Bankkaufmann, Diakon, Heraldiker und Buchautor.

## Leben
Alfons Friderichs war ein Sohn des aus Trier stammenden Sparkassenrevisors Wilhelm Friderichs (* 1907; † seit 1944 in Russland vermisst) und dessen Ehefrau Maria geb. Göbel (1913–1984), die aus Klotten stammte. Die Hochzeit der Eltern fand am 13. Mai 1935 in Klotten statt. Friderichs war bereits seit seiner Jugendzeit ab 1952 in verschiedenen Jugendgruppen der katholischen Kirche als Jungscharleiter und als Leiter von Kinderferienlagern wie z. B. in Sigmaringen in Luxemburg oder in Lohnsburg engagiert. Nach Ende seines Schulbesuchs und dem erfolgreichen Abschluss einer Lehre als Bankkaufmann leistete er seinen Wehrdienst von 1960 bis 1961 bei den Pionieren der Bundeswehr in Koblenz ab.
Ab Mitte der 60er Jahre begann Friderichs mit seinen ersten Veröffentlichungen und Dokumentationen zur heimatlichen Geschichte in Kunststättenheften, in den Ausgaben der Heimatjahrbücher des Landkreises Zell (Mosel), der Kreise Daun und Bernkastel-Wittlich sowie in den Jahrbüchern des Hunsrückvereins. Weitere kulturhistorische Beiträge über Personen, Adel, Rittergeschlechter, historische Gebäude, Denkmäler, Geistliche, Klöster und deren Besitztümer folgten in Zeitschriften und Tageszeitungen wie der Rhein-Zeitung, dem Trierischen Volksfreund, der Trierischen Landeszeitung, verschiedenen Monatsbeilagen und amtlichen Mitteilungsblättern. Ab 1969 beschäftigte er sich mit der Heraldik und entwarf sein erstes Wappen für den Moselort Bullay, welches offiziell am 8. April 1969 durch die Bezirksregierung in Koblenz anerkannt wurde. Insgesamt entwarf er so im Laufe der Jahre noch über 70 weitere regionale Wappen in der Moselgegend.
Neben seinem Engagement auf kommunalpolitischer Ebene, u. a. als stellvertretender Kreisvorsitzender der CDU Cochem-Zell, setzte er sich ab 1974 als Mitglied im Rheinischen Verein für Denkmalpflege und Landschaftsschutz für die Erhaltung von Kulturgut ein. Auf ehrenamtlicher Basis unterstützte Friderichs dabei die Restaurierung historischer Gebäude, wie etwa der alten Stadtmauer in Zell oder der Burg Coraidelstein. Von 1985 bis 2005 war er Mitglied und Vorsitzender des Redaktionsausschusses der Ausgabe des Heimatjahrbuchs Kreis Cochem-Zell. Am 16. März 1991 erhielt er seine Weihe zum Diakon im Trierer Dom. Eines der von ihm publizierten Bücher, mit dem Titel Persönlichkeiten des Kreises Cochem-Zell aus dem Jahr 2004, überließ er der Rheinland-Pfälzischen Personendatenbank (RPPD) zu deren freien Verwendung. 2004 wurde ihm das Bundesverdienstkreuz am Bande verliehen.

## Familie
Friderichs war seit dem 29. Juni 1967 mit Elsbeth Margarete geb. Kollmann (* 6. Juni 1942), einer Tochter der Eheleute Jakob Kollmann und Elisabeth geb. Schaefers verheiratet. Aus dieser Ehe gingen drei gemeinsame Kinder hervor. Elsbeth Friderichs wurde im Juli 1969 als erste Frau in ein kommunales Kreisparlament seit über 150 Jahren gewählt und übernahm dabei gleichzeitig den Vorsitz im Kreistag Cochem-Zell. Sein Großvater väterlicherseits war der frühere Leiter der Weinbauschule in Cochem Heinrich Josef Friderichs (1872–1952) aus Ediger.

## Parteiämter
- Mitglied der Jungen Union und der CDU seit dem 6. Januar 1968
- 1969–1970 Vorsitzender des JU-Gemeindeverbandes Zell
- 1969–1979 Kreisschatzmeister sowie stellvertretender CDU-Kreisvorsitzender
- 1970–1974 Kreisvorsitzender der Jungen Union im Kreis Cochem-Zell
- 1970–1974 Mitglied im JU-Bezirksvorstand Koblenz-Montabaur
- 1972–1974 Kommissarisches Mitglied im JU-Landesvorstand in Mainz zur Leitung des Arbeitskreises „Vermögenswirksame Leistungen“
- 1976–1980 Vorstandsmitglied des Zeller CDU-Gemeindeverbandes
- 1980–1982 Vorstandsmitglied der Bezirks-Kommunalpolitischen Vereinigung
- Seit dem 21. März 1982 stellvertretender CDU-Kreisvorsitzender
- 1988–1990 Beisitzer im CDU-Kreisvorstand
- 1987–1989 Vorsitzender des CDU-Stadtverbandes Zell (Rücktritt wegen Diakonat)

## Kommunalpolitische Ämter
- 1970–1974 Mitglied des Verbandsgemeinderates Zell
- 1974–1990 Mitglied des Kreistages Cochem-Zell (Rücktritt wg. Diakonat)
- 1974–1978 Vorstandsmitglied der CDU-Kreistagsfraktion
- 1974–1978 Ausschussvorsitzender für Altenheime und Pflegeplätze
- 1980–1984 Ausschussvorsitzender für Denkmalpflege
- 1974–1994 Mitglied des Kreis-Jugendwohlfahrtsausschusses. Antrag als Kreisjugendpfleger, Erstellung eines Kindergartens auf dem Barl in Zell und Mitglied des Unterausschusses „Jugendplan“ von 1982 bis April 1984
- Seit 1987 Mitglied des Kreis-Kulturausschusses. Antrag für die Kreisjahrbücher Cochem-Zell, Kreismusikschule und Fassadenwettbewerb und seit dem 22. August 1994 stellvertretendes Mitglied.
- 1976–1984 und erneut ab 1989 Mitglied im Zeller Stadtrat, von 1976–1984 und von 1989 bis 1990 stellvertretender Fraktionsvorsitzender
- Ab November 1982 Stellvertreter von Werner Langen auf der Rheinland-Pfälzischen Landesliste für den Landtag
- Ab Oktober 1986 auf der rheinland-pfälzischen Landesliste 3. A-Kandidat für den Landkreis Cochem-Zell

## Kirchenämter
- Seit dem Herbst 1952 Mitglied der Katholischen Jugend in Klotten
- Von 1957 bis 1958 Pfarrjungscharführer und Stammesführer der KJG in Haan (Rheinland)
- Von 1958 bis 1964 Pfarrjugendführer in Klotten
- Ab 1968 Lektor und Mitarbeiter der Pfarrei „St. Peter“ in Zell
- Seit dem 6. April 1976 Mitglied im Pfarrverbandsrat des Dekanats Zell
- Vorsitzender des Pfarrverbandsrats des Dekanats Zell 1980, 1984 und 1996
- Von 1975–1979 und 1987–1991 Vorsitzender des ersten Pfarrgemeinderates in Kaimt
- Von 1979 bis 1983 Leitung des Liturgie-Ausschusses in Kaimt
- Ab 1980 im Dekanat Leiter von Seminaren für Priesterlose Gottesdienste
- 1983–1999 Leitung der Kindergottesdienste am Heiligen Abend in kaimt
- Ab 1981 Wortgottesdienste mit Kommunionsausteilung in allen Zeller Pfarreien
- 1982 Aufnahme unter die Kandidaten zum ständigen Diakon, mit der Aufnahme zum Lektor und Akolythen in St. Thomas durch Weihbischof Kleinermeilert
- 1982–1984 gewählter Sprecher des Diakonenkreises in Trier
- Von 1988 bis 2004 Mitglied des Trierer Katholikenrates
- Am 16. März 1991 Weihe zum Diakon in der Hohen Domkirche St. Peter zu Trier
- 1993–1996 Mitglied des Arbeitskreises „Kooporative Pastoral“ in der Region Mosel-Eifel-Hunsrück in Wittlich

## Heraldik
- 1969 Entwurf seines ersten Wappens für die Ortsgemeinde Bullay (die Genehmigung durch die Bezirksregierung in Koblenz erfolgte am 8. April 1969)
- Entwurf von 73 weiteren Wappen für Ortsgemeinden und Kreiswappen für den Kreis Cochem-Zell (1970) sowie für die Verbandsgemeindeverwaltungen von Treis-Karden und Traben-Trarbach

## Ehrenämter
- 1969–1978 Mitarbeiter der Kreisvolkshochschule in Cochem und dem Erweiterten Bildungswerk St. Jakobus in Zell-Kaimt, hier über 40 Vortragsabende mit Dias in verschiedenen Orten über Heimatgeschichte und Kunstdenkmäler des Kreises,
- 1969–1974 Beisitzer im Kreisrechtsausschuss Cochem-Zell
- 1969–1975 Ehrenamtlicher Beisitzer der Musterungskammer der Wehrbereichsverwaltung IV Koblenz
- Jugendschöffe beim Amtsgericht in Cochem
- 1981–1986 Mitglied der Bewertungskommission „Unser Dorf soll schöner werden“
- Langjähriges Mitglied und Vorsitzender im Redaktionsausschuss der Ausgabe des Heimatjahrbuchs Kreis Cochem-Zell von 1985 bis 2005
- 2000–2018 Stellvertretender Vorsitzender des Freundeskreises „Synagoge Zell e.V“
- 2005–2017 Stellvertretender Vorsitzender im Kreisverband des Rheinischen Vereins für Denkmalpflege und Landschaftsschutz in Köln

## Auszeichnungen
- 20. Mai 1977: Auszeichnung mit dem Ehrenteller des Rheinischen Schützenbundes Gebiet Süd
- 27. Mai 1989: Verleihmedaille für das Exponat „Alt-Ägyptische Kunst“ auf der Briefmarkenausstellung anlässlich der 2000-Jahr-Feier der Stadt Bonn
- 16. August 1999: Verleihung einer Urkunde für die 25-jährige Mitgliedschaft im Kreistag Cochem-Zell durch den Landkreistag Rheinland-Pfalz
- 2004: Verleihung des Bundesverdienstkreuzes am Bande
- 5. September 2012: Verleihung des Rheinlandtalers des Landschaftsverbands Rheinland (LVR) bei der Kreisverwaltung Cochem

## Schriften
- Klotten und Burg Coraidelstein. Gesellschaft für Buchdruckerei, Neuss 1969, S. 18. (online).
- Alfons Friderichs u. Karl-Josef Gilles: Zell an der Mosel (Rheinische Kunststätten). Gesellschaft für Buchdruckerei, Neuss 1975, S. 27. (online).
- Kloster Maria-Engelport bei Treis an der Mosel. Gesellschaft für Buchdruckerei, Neuss 1975, ISBN 3-88094-017-7, S. 15. (online).
- Alfons Friderichs u. Karl-Josef Gilles: Bad Bertrich. Gesellschaft für Buchdruckerei, Neuss 1976, ISBN 3-88094-176-9, S. 19. (online).
- Alfons Friderichs, Karl-Josef Gilles u. Wolfgang Wolpert: Ediger-Eller an der Mosel. Gesellschaft für Buchdruckerei, Neuss 1978, ISBN 3-88094-321-4, S. 32. (online).
- Alfons Friderichs, Karl-Josef Gilles: Klotten an der Mosel mit Burg Coraidelstein. Gesellschaft für Buchdruckerei, Neuss 1980, ISBN 3-88094-321-4, S. 19. (online).
- Alfons Friderichs, Karl-Josef Gilles u. Friedrich Otto: Bad Bertrich. Gesellschaft für Buchdruckerei, Neuss 1981, ISBN 3-88094-392-3, S. 19. (online).
- Alfons Friderichs u. Karl-Josef Gilles, Überarb. von Reinhold Schommers (Hrsg.: Rhein. Verein für Denkmalpflege u. Landschaftsschutz): Beilstein an der Mosel. Neusser Dr. u. Verl., Neuss 1987, ISBN 3-88094-591-8, S. 15. (online).
- Hrsg.: Klotten und seine Geschichte (zur 1300-Jahr-Feier des Ortes) hrsg. von der Arbeitsgemeinschaft für Landesgeschichte und Volkskunde des Trierer Raumes. Rhein-Mosel-Verlag, Briedel 1997, ISBN 3-929745-48-8, S. 591. (online).
- Wappenbuch des Landkreises Cochem-Zell. F. Burgard, Bad Bertrich 2001, ISBN 3-00-008064-3, S. 221. (online).
- Hrsg.: Persönlichkeiten des Kreises Cochem-Zell. Kliomedia, Trier 2004, ISBN 3-89890-084-3, S. 398. (online).
- Bearb.: Ritter-, Adelsgeschlechter und Herrschaftsfamilien im Kreis Cochem-Zell. Cardamina-Verlag, Weißenturm 2015, ISBN 978-3-86424-272-4, S. 1044. (online).
- Hrsg.: Sagen, Legenden und Geschichten im Kreis Cochem-Zell. Cardamina Verlag Susanne Breuel, Weißenthurm 2017, ISBN 978-3-86424-363-9, S. 432. (online).
- Hrsg.: Vor- und Frühgeschichte im Kreis Cochem-Zell. Cardamina-Verlag, Weißenthurm 2019, ISBN 978-3-86424-471-1, S. 345.